# Salvatore Coco
Salvatore Coco (Catania, 5 luglio 1938) è un politico italiano.

## Biografia
Figlio di un imprenditore, era un rappresentante democristiano e della corrente andreottiana, sostenitore di Nino Drago, salito alla ribalta nel periodo del governo della solidarietà nazionale. Nel 1974 era stato Presidente del Calcio Catania, stagione della retrocessione della squadra e che riportò nuovamente al vertice Angelo Massimino.
Più tardi, grazie anche al voto dei consiglieri di sinistra, scrive l'Unità, nel 1978 divenne sindaco. Fu riconfermato per un secondo mandato (1980-1982) alle elezioni amministrative del 1980.
Negli anni '90 Coco fu segretario della Camera di Commercio di Catania.

## Il nubifragio del 1979
Un violento, forse inaspettato, nubifragio si abbatte su Catania il 25 ottobre 1979 con un bilancio pesante e danni incalcolabili: «due morti, un ferito grave, numerosi crolli, migliaia di abitazioni allagate», scrive La Stampa. Fra i motivi dei disagi causati dal maltempo ci sarebbe stato il vulcano; nel corso dell'eruzione dell'Etna del 1979, infatti, il 4 agosto, dal cratere centrale dell'Etna, per oltre 48 ore, era fuoriuscita una notevole quantità di cenere che aveva intasato i tombini. Un altro aspetto emerse dalla stampa dell'epoca. Alla fine degli anni '70, a Catania mancavano ancora le opere pubbliche idrauliche, mai progettate, caratterizzate da canali di gronda, per l'intercettazione delle acque tracimate lungo la fascia settentrionale della città. 
Sommerso dalle polemiche, Coco fece preparare dall'ufficio tecnico comunale una «nota ufficiale», spiegando i problemi irrisolti del centro abitato e del suo hinterland: «L'urbanizzazione a tappeto della fascia pedemontana etnea ha trasformato le zone a nord della città in un enorme bacino imbrifero impermeabile. Detto bacino, sfornito delle necessarie opere di smaltimento delle acque meteoriche, riversa le stesse in città attraverso le strade provinciali che durante le precipitazioni si trasformano in torrenti di portata impressionante. [...] Occorre, pertanto, provvedere ad intercettare a nord della città le acque portate dalle strade esterne mediante opportune opere di presa e quindi disperderle nel sottosuolo con adeguati pozzi».